# Liste der Baudenkmale in Ranzau (Lüchow (Wendland))
In der Liste der Baudenkmale in Ranzau (Lüchow (Wendland)) sind die Baudenkmale des niedersächsischen Dorfes Ranzau aufgelistet. Der Stand der Liste ist der 21. Oktober 2021. Dies ist ein Teil der Liste der Baudenkmale in Lüchow (Wendland). Die Quelle der  IDs und der Beschreibungen ist der Denkmalatlas Niedersachsen.

## Allgemein
In den Spalten befinden sich folgende Informationen:
- Lage: die Adresse des Baudenkmales und die geographischen Koordinaten. Kartenansicht, um Koordinaten zu setzen. In der Kartenansicht sind Baudenkmale ohne Koordinaten mit einem roten Marker dargestellt und können in der Karte gesetzt werden. Baudenkmale ohne Bild sind mit einem blauen Marker gekennzeichnet, Baudenkmale mit Bild mit einem grünen Marker.
- Bezeichnung: Bezeichnung des Baudenkmales
- Beschreibung: die Beschreibung des Baudenkmales. Unter § 3 Abs. 2 NDSchG werden Einzeldenkmale und unter § 3 Abs. 3 NDSchG Gruppen baulicher Anlagen und deren Bestandteile ausgewiesen.
- ID: die Objekt-ID des Baudenkmales
- Bild: ein Bild des Baudenkmales, ggf. zusätzlich mit einem Link zu weiteren Fotos des Baudenkmals im Medienarchiv Wikimedia Commons. Wenn man auf das Kamerasymbol klickt, können Fotos zu Baudenkmalen aus dieser Liste hochgeladen werden:

## Baudenkmale

### Gruppe baulicher Anlagen
| Lage                        | Bezeichnung                                              | Beschreibung | ID       | Bild |
| --------------------------- | -------------------------------------------------------- | --- | -------- | ---- |
| 53° 0′ 11″ N, 11° 13′ 45″ O | Rundling mit Zufahrt, Dorfplatz, angrenzenden Hofanlagen | Regelmäßiger, gut erhaltener Rundling in Hufeisenform mit elf giebelständigen Vierständerhäusern aus dem 19. Jahrhundert | 30828386 | BW   |

### Einzeldenkmale
| Lage                                      | Bezeichnung               | Beschreibung | ID       | Bild |
| ----------------------------------------- | ------------------------- | --- | -------- | ---- |
| Ranzau Nr. 1 53° 0′ 9″ N, 11° 13′ 45″ O   | Wohn-/ Wirtschaftsgebäude | Giebelständiges Vierständerhaus mit Backsteinausfachung und teilweise Lehmstakung; Wohnende teilweise in Backsteinmauerwerk ersetzt; Satteldach in Krempziegeldeckung. Errichtete 1811 (i). | 30862431 | BW   |
| Ranzau Nr. 1a 53° 0′ 7″ N, 11° 13′ 45″ O  | Scheune                   | Ehemaliges Scheunen-Fachwerkgebäude unter Satteldach, Backsteingefachausfüllungen; mit seitlicher Durchfahrt; zu Wohnzwecken umgebaut. Errichtet 1824 (i). | 30862412 | BW   |
| Ranzau Nr. 2 53° 0′ 9″ N, 11° 13′ 44″ O   | Wohn-/ Wirtschaftsgebäude | Giebelständiges Vierständerhaus in Fachwerk mit Backsteinausfachung, unter Satteldach in Krempziegeldeckung; Wirtschaftsgiebel in engmaschigem Gitterfachwerk; großes, dreiachsiges, nachträglich angesetztes Zwerchhaus in der südöstlichen Dachfläche über dem Hauseingang. Errichtet 1836 (i). | 30862393 | BW   |
| Ranzau Nr. 6 53° 0′ 12″ N, 11° 13′ 43″ O  | Wohn-/ Wirtschaftsgebäude | Giebelständiges Vierständerhaus in Fachwerk mit Backsteinausfachung, unter Satteldach in Krempziegeldeckung; vollständig zu Wohnzwecken ausgebaut. Errichtet 1840 (i). | 30861953 | BW   |
| Ranzau Nr. 9 53° 0′ 11″ N, 11° 13′ 49″ O  | Wohn-/ Wirtschaftsgebäude | Großes giebelständiges Vierständerhaus in Fachwerk mit Backsteinausfachung, unter Satteldach in Hohlpfannendeckung; nordwestliche Traufseite des Wirtschaftsteiles in Backsteinmauerwerk erneuert; Wohnende zweigeschossig erweitert. Errichtet 1869 (i).                                         | 30861972 | BW   |
| Ranzau Nr. 11 53° 0′ 11″ N, 11° 13′ 49″ O | Wohn-/ Wirtschaftsgebäude | Giebelständiges Vierständerhaus in Fachwerk mit Backsteinausfachung und Backsteinmauerwerk; Satteldach in unterschiedlichen Deckungen. Errichtet Anfang des 19. Jahrhunderts. | 30862029 | BW   |
| Ranzau Nr. 31 53° 0′ 8″ N, 11° 13′ 48″ O  | Wohn-/ Wirtschaftsgebäude | Giebelständiges Vierständerhaus in Fachwerk mit Backsteinausfachung, unter Satteldach in Hohlpfannendeckung. Errichtet in der Mitte des 19. Jahrhunderts. | 30862258 | BW   |
| Ranzau Nr. 31 53° 0′ 8″ N, 11° 13′ 48″ O  | Scheune                   | Fachwerkbau mit Backsteinausfachung, unter Satteldach in Trapezblechdeckung. Errichtet in der zweiten Hälfte des 19. Jahrhunderts. | 39610235 | BW   |